# Синява (Білоцерківський район)
Си́нява — село в Рокитнянській селищній громаді Білоцерківського району Київської області України. Розташоване на річці Рось. Центр села знаходиться на відстані 3 км на південний схід від центру громади Рокитне та за 7 км від залізничної станції «Рокитне».

## Історія

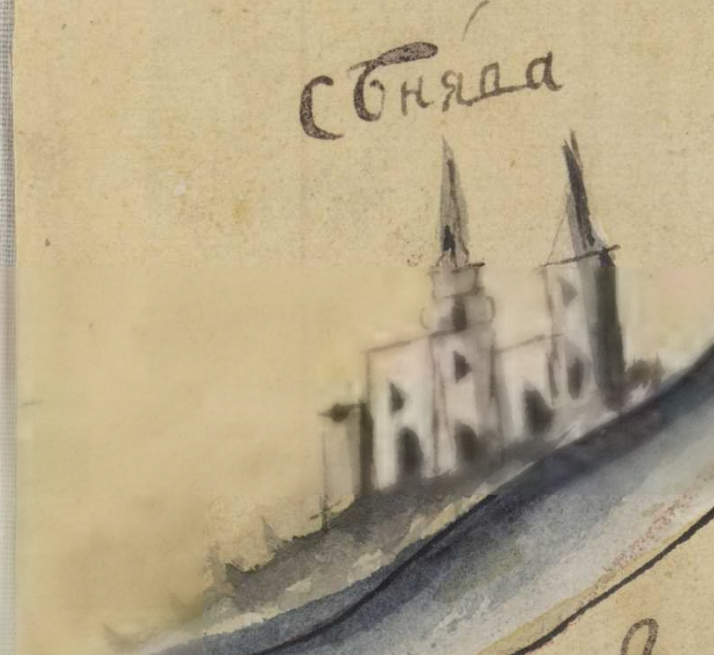
Синява на карті XVIII століття

Назва села Синяви як красива, так і давня. Є декілька версій її походження: одні вважають, що виникла вона від слова «си́нява» — над Синявою часто стояли «сині» тумани, інші — від назви міста Синелець, або від слова «стринява», що перекладається з готської «тихоплинна вода». Деякі польські джерела також пов'язують цю назву з назвою шляхетського герба «Шренява» — саме до цього герба належали колишні власники села, білоцерківські старости князі Любомирські.
Перші згадки про село Синяву на річці Рось належать до першої половини XVII ст.: так, в інвентарному описі 1641 р. зазначене «містечко Шренява» — власність білоцерківського старости князя Станіслава Любомирського. За гетьмана Б. Хмельницького воно стало сотенним містечком. Як сотенне містечко Синява згадується у 1664, 1674, 1711—1713 роках. Дослідниками минувшини доведено, що у Синяві свого часу побували наступні гетьмани: Богдан Хмельницький, Петро Дорошенко, Пилип Орлик. У 1661 році під Синявою стояли татари, які збиралися за Дніпро.
При обстеженні правого берега Росі, в районі Синяви виявлені археологічні розкопки, що свідчать про ще давніші поселення на цій землі — епохи бронзи, ранньої залізної доби і зокрема, антських часів. За народними переказами, Божа гора під Синявою — місце страти вождя антів та його старшин.

## Населення

### Мова
Розподіл населення за рідною мовою за даними перепису 2001 року:
| Мова       | Відсоток |
| ---------- | -------- |
| українська | 98,61%   |
| російська  | 1,39%    |

## Символіка
Символікою села Синяви є герб і прапор. Геральдичний опис й еталонне зображення герба та прапора затвердженні одинадцятою сесією Синявської сільської ради VI скликання Рішенням № 208 «Про затвердження символіки територіальної громади села Синяви» від 22 березня 2012 року. Автори зображення й опису символіки, художники-оформлювачі: Поліщук Сергій Анатолійович, Крижанівський Олексій Олександрович.

### Герб села Синява
Герб являє собою чотирикутний щит, який має співвідношення висоти до ширини 8:7. Щит розділений горизонтально блакитною хвилястою смугою на дві рівні частини. Блакитна стрічка є символом річки Рось, на якій розташоване село.
  У верхній частині щита зображено:
  - синє небо — символізує висоту, вічність, постійність та надійність;
  - сивий туман — символізує еволюцію, розвиток й бездоганність, адже утворюється із двох життєвонеобхідних елементів — повітря і води;
  - золоте сяюче сонце з 16 промінцями, що сходить, поставлене у верхній правий кут, символізує добробут і розквіт;
  - зелена гора — символ Божої гори, що розташована поблизу села. За легендою, саме на ній у ІІІ ст. було страчено вождя антів Божа. З метою вшанування події в цій місцевості встановлений пам'ятний знак. Божа гора ототожнюється з непереборним прагненням до волі, свободи;
  - золоте поле — символ хлібних ланів з достиглим зерном, — означає мирну працю і достаток.
  Нижня частина розділена на два рівновеликих зелених поля, що ототожнюється з багатими природними ресурсами, родючими та щедрими землями села.
  В нижній частині розміщені дві візитні картки села Синява — Миколаївська церква й Водяний млин.
  В правому полі зображено одну з найстаріших дерев'яних церков Київської області — Миколаївську церкву (збудовано 1730 р.), яка є пам'яткою архітектури національного значення.
  В лівому полі знаходиться трикутна арка і водяне колесо, що символізують Водяний млин, — пам'ятку архітектури місцевого значення. Його збудували на річці Рось на початку ХІХ століття, а в 1904 (даний рік зазначено на фасаді) він був суттєво збільшений.
  Миколаївська церква й Водяний млин є символами відвічних начал українського народу — віри і хліборобської праці.
  З правої нижньої сторони щит прикрашений зеленим дубовим листям з двома жолудями (символізують силу, славу, міцність, зрілість, могутність, перемогу і боротьбу жителів села в різні історичні часи), з лівої — темно-зеленим калиновим листям з плодами (символізують вірність національним традиціям, любов до рідного краю).
  Два золоті колоски пшениці з зернятами в два ряди розміщені по одному колоску з обох сторін щита. Загальна кількість зернят на колосках — 22, що відповідає кількості вулиць села. Колосся символізує багаті хліборобські традиції краю.
  Над гербом — жовто-блакитна стрічка з написом «Синява». Поєднання жовтого й блакитного кольорів на стрічці показує приналежність села до держави Україна.

### Прапор села Синява
Прапор має форму прямокутного полотнища, яке складається з трьох вертикально розміщених смуг: зеленої, жовтої і синьої у співвідношенні 1:1:2. Співвідношення ширини прапора до його довжини — 2:3.
  Зелена смуга, що займає чверть площі полотнища, означає багаті природні ресурси села (лісові дерева і лугові трави). Зелений колір символізує надію, радість, здоров'я.
  Жовта смуга, що займає чверть площі полотнища, означає лани з достиглим колоссям і золоте сонце. Жовтий колір символізує вірність, справедливість, великодушність, повагу, милосердя і віру.
  Як луки, ліси та поля обвиті річкою Рось, так зелена і жовта смуги пронизані білою горизонтальною хвилястою балкою, яка розділяє полотнище по ширині в співвідношенні 2:3. Довжина балки становить 1/2 довжини прапора, ширина — 1/12 його ширини. Білий колір символізує чистоту, благородство, відвертість, мудрість і мир.
  Синя смуга, що займає половину площі полотнища, розкриває суть назви села. За однією із версій походження назви села — вона виникла від слова «си́нява», адже над селом часто стояли «сині» тумани. Саме тому синя смуга символізує туман, який часто й сьогодні можна спостерігати над Синявою, а також мирне й безхмарне небо. Крім цього, синій колір означає доброту, ніжність, красу, чесність та духовну велич.
  На синій смузі зображено оберненого вправо білого антського князя з мечем. Адже село Синява відоме тим, що тут, на Божій горі, приблизно в 375 р. у сутичці з східно-германськими племенами готів загинув вождь племінного союзу антів Бож. Висота анта становить 1/2 висоти прапора. Вождь символізує звитягу східнослов'янських племен, які проживали в IV-VII століттях на території сучасного села, і відіграли важливу роль в історії краю. Меч символізує готовність до захисту і оборони від ворогів рідних земель.

## Пам'ятки історії та архітектури
У селі знаходиться одна з найстаріших дерев'яних церков Київської області — Миколаївська церква, яка є пам'яткою архітектури національного значення, збудована 1730 року. За деякими джерелами церква вже існувала у 1665 році, але була знищена татарами та знову відбудована у 1730 році. П'ятиглава церква зведена у формі рівнокінечного хреста, центральний, північний та південний зруби мають вигляд восьмикутників, а західний та східний — шестикутників. У 60-х роках XIX ст. до вівтаря було добудовано ризницю, а у 1878 році до церкви прибудована дзвіниця та бабинець. Метричні книги, клірові відомості, сповідні розписи церков Воскресіння Господнього, св. Миколая с. Синява XVIII ст. — Київського воєв., з 1797 р. Васильківського повіту Київської губернії, ХІХ ст. — Рокитнянської волості Васильківського пов. Київської губ. зберігаються в ЦДІАК України. http://cdiak.archives.gov.ua/baza_geog_pok/church/syni_002.xml
Ще однією пам'яткою архітектури місцевого значення є Синявський водяний млин, — триповерхова будівля, збудована на р. Рось на початку XIX століття, перебудована у 1904 році, а сьогодні відреставрована і діє як Історико-етнографічний заклад ГРК «Старий Млин».

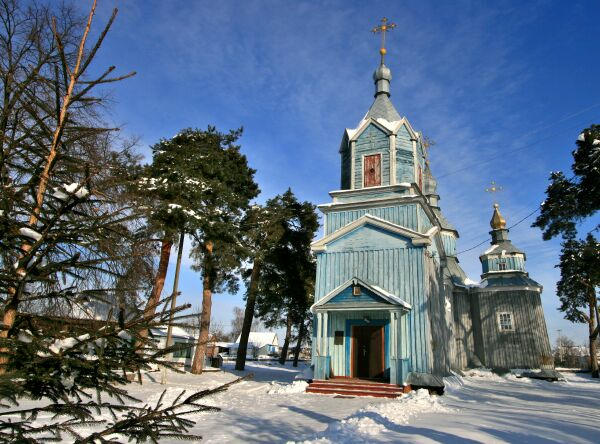
Миколаївська церква, головний фасад
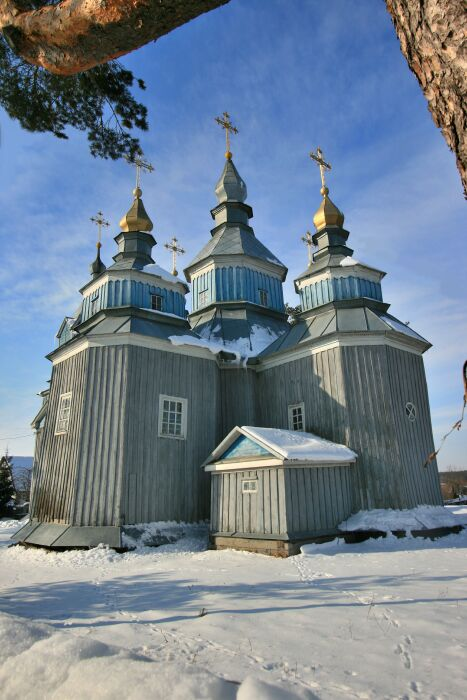
Миколаївська церква
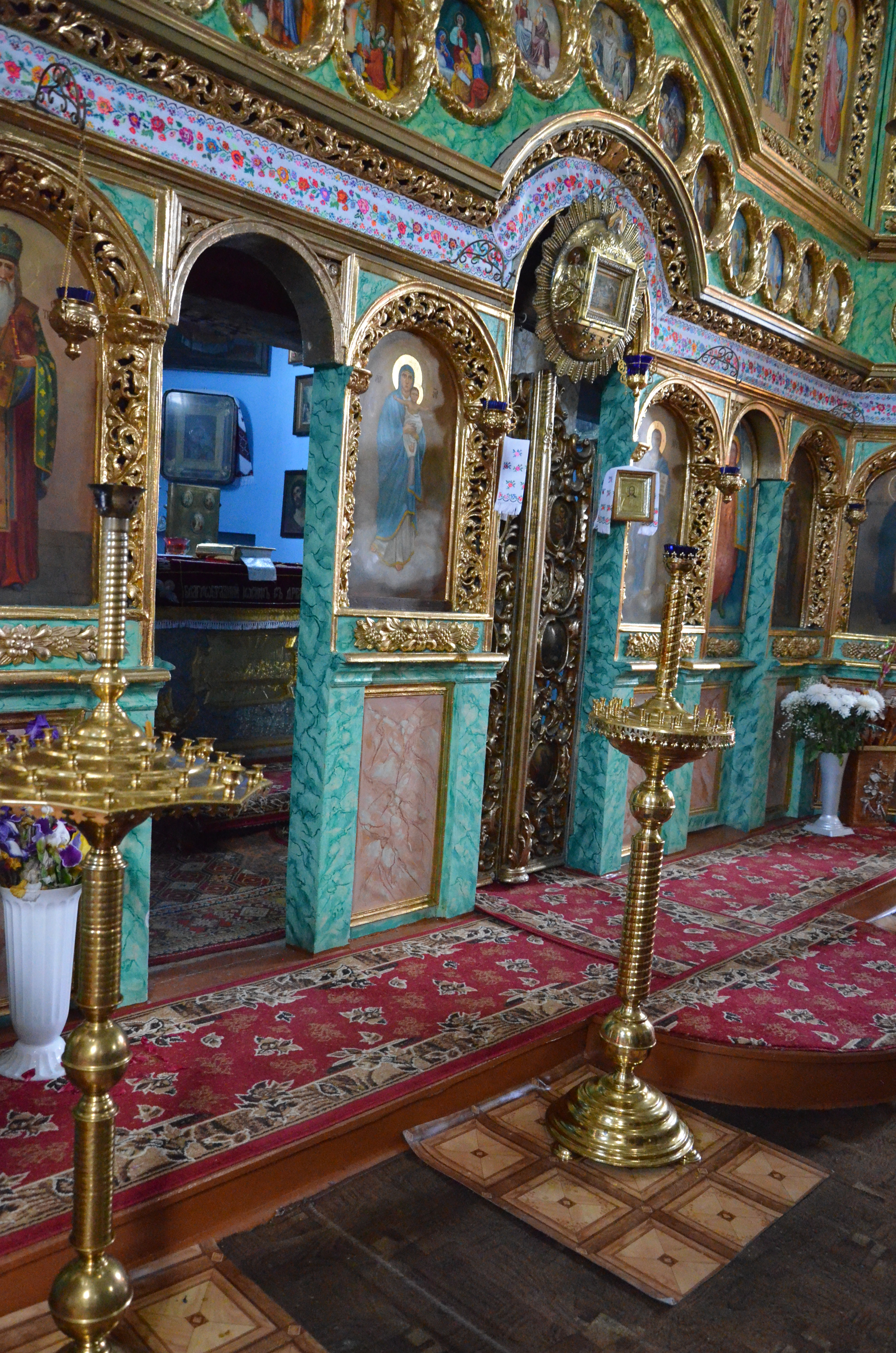
Іконостас

## Легенда про Божа
«Вперше се імя Антів виступає в згаданім оповіданню Йордана про війну з Антами остготського короля Вінїтара при кінці IV в… Поза тии імя Антів приходить до загального уживання у візантійських письменників VI в… Прокопій, Агатій, т. зв. Маврикій, Меандр, Іоан з Ефесу, Теофілякт…», зазначає Михайло Грушевський. Саме завдяки побічним даним візантійських істориків, письменників, філософів, які були добре обізнані з різними сторонами життя та звичаями слов'янських племен, стало відомо про антів, як частину словін-венедів.
Найбільше про них розповів готський історик Йордан, який служив секретарем аланського воєначальника Гунтігіса Бази. В його праці «Про походження та історію готів» (551 р.) міститься чимало цінних відомостей про розселення антського племені, етнічну єдність слов'ян. Анти або, як їх ще називають — роси, населяли територію між Дніпром і Дністром, у тому числі і Поросся. Прокопій Кесарійський додавав до неї ще й територію на північ від Причорномор'я і Приазов'я. За його ж виразним висловлюванням, анти не править один муж, але здавна живуть вони в народоправстві (демократії), і тому у них щастя і нещастя в житті вважають справою спільною. Мабуть швидше всього йшлося про справи військові, адже племена антів не завжди були в злагоді між собою. У часи небезпеки ж вони виступали монолітною силою — вибирали царя (рекса), авторитет якого визнав весь народ, і підкорялися йому. Писемні пам'ятки також називають інших представників соціальної верхівки антів — королів, володарів, князів, старійшин. Йордан вів мову про їх належність до знатних родів, тож влада з часом ставала спадковою. Свободолюбиві анти не знали рабства, воно було обмежене часом і поширювалося тільки на полонених чужоземців.
Анти селилися в лісах, поблизу річок, боліт і озер у невеликих житлах. Їх поселення мали спільні укріплення для кількох сіл. Маврикій повідомляє, що працьовиті анти мали велику кількість різної худоби, найбільше — проса, пшениці, знали ремесла. Одяг чоловіків і жінок оздоблювався вишивками, дівчата носили намисто, вінки, орнаментом прикрашали побутові речі, зброю. У той же час анти запозичили культурні цінності від інших народів, зокрема візантійців, з якими вели тривалі війни.
Часті напади ворожих кочових племен навчили антів ховати свої запаси у сховах. Однак вони не лише вміли переховуватись. Витривалі воїни легко переносили спеку, холод, дощ, уміло воювали з ворогами в лісах, ярах, майстерно влаштовували засідки, несподівано атакували. Племене володіли досвідом подолання водних перешкод, мужньо витримували довге перебування у воді, лежачи на дні річки, дихаючи трубки, які були зроблені з очерету.

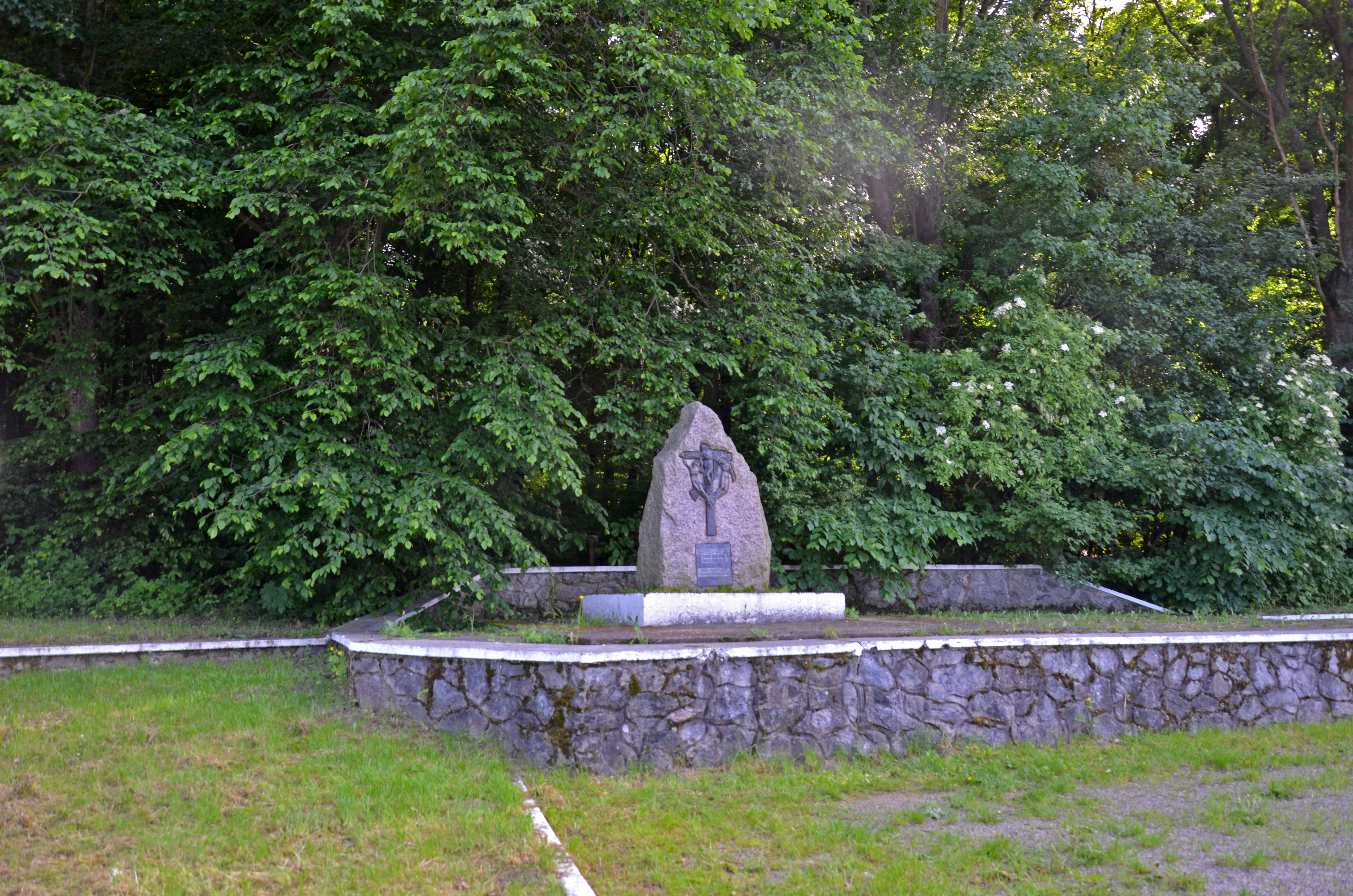
Пам'ятник антам в парку на Божій горі в с. Синява

У IV столітті анти мужньо боролись проти готів — східно-германських племен. Від Йордана стало відомо і про антійського рекса (царя) Божа, — може, Буса, Боза, Боса, або, як ще називав його М. Грушевський, Божка, Божидара — першого, знаного з історичних джерел слов'янського правителя. Це славне ім'я сива давнина зберегла у народній пам'яті і донесла до наших днів. Згадаймо Буса зі «Слово о полку Ігоревім» (1187 р.): «се бо готськії красні діви заспівали на березі, край синього моря, видзвонюють руським золотом, оспівують час Бусовий…». Серед історичних і міфічних засновників слов'янських родів і держав ім'я Божа в одному ряду з такими іменами, як Рос, Чех, Кий, Щек. Історики відводять йому роль родоначальника і творця української державності, а умовний рік загибелі антського вождя — 375-й — взято за початок її відліку. До того науці невідомі приклади створення великого міжплемінного політико-військового союзу, котрий піднісся над одноосібним керівництвом.
З трагічною подією, що сталася з ватажком антів, один із дослідників минулого Рокитнянщини Ю. Касяненко пов'язує гору Божа поблизу села Синява. За переказами, саме тут стратили непокірних антів. Історична версія, на думку її автора, має під собою цілком реальне підґрунтя. І дійсно, гора Божа знаходиться від Дніпра на відстані кілометрів вісімдесяти. І насамкінець, зазначає Ю. Касяненко, існують легенди, перекази, збережені місцевими жителями, котрі стверджують, що Божа гора — місце страти антів.

## Відомі люди
- Бондаренко Михайло Григорович (1912—1943) — учасник другої світової війни, військовий, Герой Радянського Союзу.
- Вакуленко Костянтин Миколайович (нар. 22 січня 1930) — український фахівець у галузі електромеханіки, доктор технічних наук, професор.
- Клименко Микола Олександрович (нар. 2 січня 1945) — український еколог.
- Ковальчук Микола Пилипович (нар. 30 жовтня 1947) — депутат Верховної Ради УРСР 11-го скликання.
- Липова (Скрипка) Тетяна Савівна (1914 - 1997) - мати-героїня, видатна колгоспниця, матір кандидата філологічних наук Віри Скрипки (Христенок) та бабуся доктора історичних наук Тараса Чухліба.
- Нечипоренко Геннадій Лесьович (нар. 28 квітня 1963) — український картограф, топограф, кандидат географічних наук, викладач Київського національного університету імені Тараса Шевченка.
- Сова Анатолій Андрійович (нар. 1 лютого 1958 — пом. 28 серпня 2014) — старший солдат Збройних сил України, учасник російсько-української війни.
- Степанюк Оксана Анатоліївна (нар. 16 червня 1977 року) — українська оперна співачка (лірико-колоратурне сопрано, бандуристка-вокалістка. Солістка Токійської опери Фудзівара в Японії. Заслужена артистка України.
- Хоменко Гнат Степанович (нар. 28 березня 1914 — пом. 19 листопада 1943) — учасник Другої світової війни, Герой Радянського Союзу (посмертно).